# Wayne Watson
Wayne Watson (ur. 2 listopada 1955) – nowozelandzki judoka.
Uczestnik mistrzostw świata w 1991. Brązowy medalista igrzysk wspólnoty narodów w 1990. Wicemistrz Wspólnoty Narodów w 1992. Zdobył cztery medale na mistrzostwach Oceanii w latach 1983-1996.